# 布列斯庫爾湖
48°09′04″N 24°30′40″E / 48.15111°N 24.51111°E

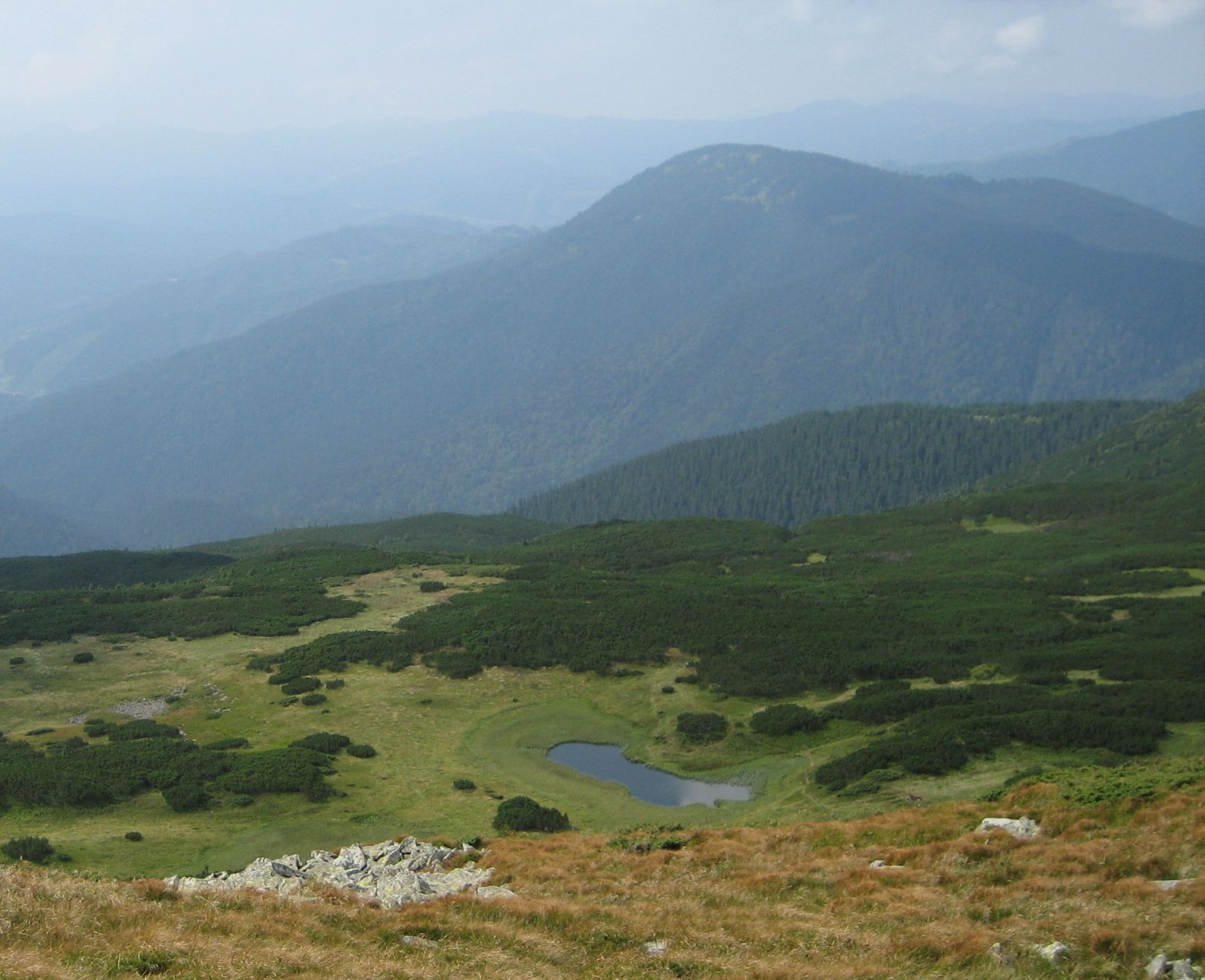

布列斯庫爾湖（烏克蘭語：Брескул），是烏克蘭的湖泊，位於該國西部外喀爾巴阡州，面積0.1平方公里，海拔高度1,750米，長37米、寬15米，最大水深1.2米，湖水來自降雨。